# لرنید، میسیسیپی
لرنید (به انگلیسی: Learned) شهرکی در ایالت میسیسیپی کشور ایالات متحده آمریکا است که جمعیت آن در سرشماری سال ۲۰۱۰ میلادی، ۹۴
نفر بوده‌است.